# Liga Mistrzów w piłce siatkowej (2019/2020) – kwalifikacje
Liga Mistrzów (2019/2020) – kwalifikacje (oficjalna nazwa: CEV Volleyball Champions League 2020 - Men) – 10 drużyn walczy w 3 rundach, aby uzyskać awans do fazy grupowej.

## System rozgrywek
Kwalifikacje Ligi Mistrzów w sezonie 2019/2020 składa się z trzech rund.
- Faza kwalifikacyjna play-off: 10 drużyn podzielono w pierwszych trzech rundach toczonych w parach systemu pucharowym. 4 drużyny rozpoczynają rozgrywki od pierwszej rundy, pozostałe od drugiej. W poszczególnych parach każda drużyna rozgrywała mecz i rewanż. Zwycięzcy poszczególnych par awansują do kolejnej rundy. Zwycięzcy par trzeciej rundy awansują do fazy grupowej Ligi Mistrzów. Przegrane drużyny z wszystkich trzech rund są relegowane do 1/16 finału Pucharu CEV.

## Drużyny uczestniczące

### Podział miejsc w rozgrywkach
W sezonie 2019/2020 w kwalifikacjach Ligi Mistrzów wzięło udział 10 zespołów z 10 federacji siatkarskich zrzeszonych w CEV. Liczba drużyn uczestniczących w Lidze Mistrzów ustalona została na podstawie rankingu CEV dla europejskich rozgrywek klubowych.
- IBB Polonia London (L1)
- OK Mladost Brčko (L1)
- HAOK Mladost Zagrzeb (L1)
- SL Benfica (L1)

Rozpoczynające od 2. rundy:
- SK Zadruga Aich/Dob (L1)
- Szachcior Soligorsk (L1)
- Budva (L1)
- Ford Store Levoranta Sastamala (L1)
- CSM Arcada Galați (L1)
- Vojvodina NS seme Nowy Sad (L1)

## Rozgrywki

### I runda
awans do II rundy
| Data       | Godz. | Drużyna 1            | Wynik | Drużyna 2          | 1     | 2     | 3     | 4 | 5 | Widzów | *     |
| ---------- | ----- | -------------------- | ----- | ------------------ | ----- | ----- | ----- | - | - | ------ | ----- |
| 22.10.2019 | 20:00 | HAOK Mladost Zagrzeb | 3:0   | IBB Polonia London | 25:11 | 25:17 | 25:14 |   |   | 550    | 1-001 |
| 30.10.2019 | 19:00 | HAOK Mladost Zagrzeb | 3:0   | IBB Polonia London | 25:9  | 25:12 | 25:22 |   |   | 900    | 1-002 |
| 23.10.2019 | 17:00 | OK Mladost Brčko     | 0:3   | SL Benfica         | 22:25 | 17:25 | 21:25 |   |   | 500    | 1-003 |
| 29.10.2019 | 20:00 | OK Mladost Brčko     | 0:3   | SL Benfica         | 18:25 | 30:32 | 18:25 |   |   | 650    | 1-004 |

### II runda
awans do III rundy
| Data               | Godz. | Drużyna 1            | Wynik | Drużyna 2                      | 1     | 2     | 3     | 4     | 5 | Widzów | *     |
| ------------------ | ----- | -------------------- | ----- | ------------------------------ | ----- | ----- | ----- | ----- | - | ------ | ----- |
| 07.11.2019         | 18:30 | HAOK Mladost Zagrzeb | 3:1   | SK Zadruga Aich/Dob            | 22:25 | 25:18 | 25:21 | 25:14 |   | 600    | 2-001 |
| 13.11.2019         | 20:15 | HAOK Mladost Zagrzeb | 1:31  | SK Zadruga Aich/Dob            | 28:26 | 18:25 | 26:28 | 23:25 |   | 1428   | 2-002 |
| 05.11.2019         | 17:30 | SL Benfica           | 3:0   | Budva                          | 25:15 | 25:17 | 25:18 |       |   | 340    | 2-003 |
| 14.11.2019         | 17:45 | SL Benfica           | 3:1   | Budva                          | 15:25 | 25:21 | 25:23 | 27:25 |   | 800    | 2-004 |
| 06.11.2019         | 18:00 | Szachcior Soligorsk  | 3:0   | Ford Store Levoranta Sastamala | 29:27 | 25:22 | 25:13 |       |   | 1200   | 2-005 |
| 14.11.2019         | 18:00 | Szachcior Soligorsk  | 3:0   | Ford Store Levoranta Sastamala | 25:22 | 25:22 | 25:21 |       |   | 1238   | 2-006 |
| 06.11.2019         | 17:00 | CSM Arcada Galați    | 3:0   | Vojvodina NS seme Nowy Sad     | 25:23 | 25:17 | 25:21 |       |   | 1700   | 2-007 |
| 13.11.2019         | 17:30 | CSM Arcada Galați    | 1:32  | Vojvodina NS seme Nowy Sad     | 20:25 | 25:21 | 21:25 | 22:25 |   | 1500   | 2-008 |
| 1 złoty set: 15:9  |       |                      |       |                                |       |       |       |       |   |        |       |
| 2 złoty set: 11:15 |       |                      |       |                                |       |       |       |       |   |        |       |

### III runda
awans do fazy grupowej
| Data       | Godz. | Drużyna 1                  | Wynik | Drużyna 2            | 1     | 2     | 3     | 4     | 5 | Widzów | *     |
| ---------- | ----- | -------------------------- | ----- | -------------------- | ----- | ----- | ----- | ----- | - | ------ | ----- |
| 20.11.2019 | 20:00 | SL Benfica                 | 3:0   | HAOK Mladost Zagrzeb | 25:22 | 25:20 | 25:22 |       |   | 1064   | 3-001 |
| 27.11.2019 | 20:00 | SL Benfica                 | 3:1   | HAOK Mladost Zagrzeb | 25:20 | 25:19 | 20:25 | 25:21 |   | 1500   | 3-002 |
| 21.11.2019 | 18:00 | Vojvodina NS seme Nowy Sad | 3:0   | Szachcior Soligorsk  | 25:21 | 25:18 | 25:18 |       |   | 1050   | 3-003 |
| 27.11.2019 | 17:00 | Vojvodina NS seme Nowy Sad | 3:0   | Szachcior Soligorsk  | 25:23 | 25:18 | 25:22 |       |   | 1000   | 3-004 |

## Drużyny zakwalifikowane
| Grupa D    | Grupa E                    |
| ---------- | -------------------------- |
| SL Benfica | Vojvodina NS seme Nowy Sad |